# Prusinowice (wieś w powiecie zduńskowolskim)
Prusinowice – wieś w Polsce położona w województwie łódzkim, w powiecie zduńskowolskim, w gminie Szadek. 
Wieś królewska (tenuta) w powiecie szadkowskim województwa sieradzkiego w końcu XVI wieku. W latach 1975–1998 miejscowość należała administracyjnie do województwa sieradzkiego.

## Części wsi
| SIMC    | Nazwa      | Rodzaj    |
| ------- | ---------- | --------- |
| 0714580 | Czarny Las | część wsi |
| 0989956 | Henryków   | część wsi |
| 1041811 | Piekiełko  | część wsi |
| 0989962 | Pustki     | część wsi |

## Historia
Wieś notowana w dokumentach od 1388 r. W okresie nowożytnym wchodziła w skład królewszczyzn, a jej tenutariuszem w 2 połowie XVI w. był znany kasztelan sieradzki Jan Lutomieraski i jego brat Michał, podkomorzy sieradzki. W stuleciu następnym w takiej roli występowali m.in. Sebastian i Jan(?) Tarnowski h. Jelita, a w 2 poł. XVII w. – Stanisław Korzycki h. Kotwicz. Od początku XIX w. Prusinowice są w rękach Czarnowskich h. Łada i oni tu wznieśli klasycystyczny murowany dwór (fotografia tego dworu jest w art. J. Leopolda pt. Ziemia szadkowska w Sieradzkiem, w nr. IV "Wsi Ilustrowanej" z 1913 r.) i urządzili park na 2,2 ha gruntu. W pd.-zach. części parku jest staw ze starym drzewostanem na brzegach. W poszyciu parku zwarte kępy krzewów, zwłaszcza śnieguliczki białej. Wśród drzew dominują jesion wyniosły i grab. Ok. 1840 r. powstały jeszcze: oficyna dworska i spichlerz. W 1882 r. Józef Czarnowski zbudował gorzelnię (istniejącą do dzisiaj). Majątek ten liczył wówczas 2.860 morgów, a w jego skład wchodziły dwa folwarki: prusinowicki i henrykowski. Pod koniec XIX w. zbudowano jeszcze murowane domy robotników rolnych.
Od 1912 r. jako właściciel jest wymieniany jeszcze Kazimierz Czarnowski, lecz później dobra te trafiły w ręce Adama Krzyżanowskiego. Krzyżanowscy byli tu do 1939 r. Po wojnie zostali usunięci z majątku i zamieszkali w Sieradzu. Dwór zniszczony przez Niemców w 1945 r. odbudowano w 10 lat później gdy był tu PGR – aż do ich likwidacji na pocz. lat 90. XX w., tzn. do przekazania ziemi Agencji Własności Rolnej Skarbu Państwa. Przed II wojną światową odkryto w Prusinowicach cmentarzysko kultury pomorskiej, stwierdzono tu też istnienie cmentarzyska kultury łużyckiej.

## Zabytki
Według rejestru zabytków Narodowego Instytutu Dziedzictwa na listę zabytków wpisane są obiekty:
- zespół dworski, 1 poł. XIX w., XX w.:
  - dwór, nr rej.: 836 z 28.12.1967
  - oficyna, nr rej.: 838 z 28.12.1967
  - spichlerz, nr rej.: 837 z 28.12.1967 (nie istnieje?)